# Queen Size
Queen Size è stata una trasmissione televisiva andata in onda per sei puntate dal 28 febbraio 2011 su Deejay TV, presentato da La Pina.
Il programma si ispira A letto con La Pina, programma andato in onda su GAY.tv condotto sempre da La Pina.
Queen Size è un talk show in cui la conduttrice, intervista ogni settimana un ospite differente. Sia la conduttrice che l'ospite sono adagiati su un enorme letto, sul quale di volta in volta vengono proiettate parole o video particolarmente significative per quest'ultimo. Il titolo della trasmissione è un gioco di parole con il termine utilizzato per indicare un letto sovradimensionato ovvero "King Size". Durante l'intervista La Pina e il suo ospite, dopo aver accesso la tv, passano in rassegna alcuni dei programmi televisivi più popolari e li commenteranno insieme.
Gli ospiti del programma sono stati: Marco Mengoni, Mara Maionchi, Lorella Cuccarini, Valerio Pino, Benedetta Parodi, Max Pezzali, Fabio Caressa, Geppi Cucciari, Club Dogo, Dean e Dan (Dsquared), Luca Argentero, Giuseppe Cruciani, Maria Latella, I Soliti Idioti (Fabrizio Biggio e Francesco Mandelli), Linus, Anna Dello Russo, Nicoletta Orsomando e Marco Materazzi.
La sigla originale è di Emiliano Pepe e Dargen D'Amico.